# El sant
El sant (títol original: The Saint) és pel·lícula estatunidenca d'aventures dirigida per Phillip Noyce i estrenada l'any 1997. Ha estat doblada al català.

## Argument
Un home anomenat « el Sant » es guanya la seva vida robant objectes preciosos: xips electrònics experimentals, quadres, etc. Quan rep la comanda de robar els treballs d'un professor el dia abans de descobrir el secret de la fusió freda, no hi ha dubtes que se les haurà amb un bandit rus. No només haurà de salvar la seva vida, sinó també la de la dona que estima.

## Repartiment
- Val Kilmer: Simon Templar
- Elisabeth Shue: Dr. Emma Russell
- Rade Serbedzija: Ivan Tretiak
- Valeri Nikolayev: Ilya Tretiak
- Henry Goodman: Dr. Lev Botvin
- Alun Armstrong: inspector Teal
- Michael Byrne: Vereshagin, esbirro d'Ivan Tretiak
- Yevgeni Lazarev: president Karpov
- Lev Prygunov: general Sklarov
- Charlotte Cornwell: inspector Rabineau
- Velibor Topic: Skinhead
- Tommy Flanagan: Scarface
- Emily Mortimer: dona a l'avió
- Lorelei King: Reporter TV

## Premis i nominacions

### Premis
- 1998: BMI Film & TV Awards, Graeme Revell

### Nominacions
- 1998: Blockbuster Entertainment Awards, actriu favorita - Suspens "Elisabeth Shue"
- 1998: Premi Golden Raspberry, Pitjor actor, Val Kilmer

## Al voltant de la pel·lícula
- Aquest film, en part inspirat per les novel·les de Leslie Charteris, l'heroi de les quals porta aquest nom, forma part d'una llarga sèrie de films que posen en escena el personatge de Simon Templar.
- La cançó dels crèdits del final, Out of My Mind, és interpretada pel grup Duran Duran.
- Crítica: "Entretinguda intriga que narra les corregudes de Simon Templar, personatge d'una antiga sèrie de TV. Llàstima que el seu actor principal no estigués a l'altura del seu homònim televisiu. Un sant sense corona, però efectiu"[3]